# Record brasiliani del nuoto
I record brasiliani del nuoto sono i tempi più veloci mai nuotati in una competizione, da un nuotatore rappresentante il Brasile.
(Dati aggiornati al 13 maggio 2024)

## Vasca lunga (50m)

### Uomini
| Gara                     | Tempo    | +                   | Atleta                                                                                                   | Data                         | Evento                              | Luogo                            | Ref           |
| ------------------------ | -------- | ------------------- | --- | ---------------------------- | ----------------------------------- | -------------------------------- | ------------- |
| Stile libero             |          |                     | |                              |                                     |                                  |               |
| 50 m                     | 20"91    | Record mondiale     | César Cielo Filho                                                                                        | 18 dicembre 2009             | Campionati brasiliani               | San Paolo, Brasile               | [ 1 ]         |
| 100 m                    | 46"91    |                     | César Cielo Filho                                                                                        | 30 luglio 2009               | Campionati mondiali                 | Roma, Italia                     | [ 2 ]         |
| 200 m                    | 1'44"66  | Record sudamericano | Fernando Scheffer                                                                                        | 27 luglio 2021               | Giochi olimpici                     | Tokyo, Giappone                  |               |
| 400 m                    | 3'43"31  | Record sudamericano | Guilherme Costa                                                                                          | 18 giugno 2022               | Campionati mondiali                 | Budapest, Ungheria               |               |
| 800 m                    | 7'45"48  | Record sudamericano | Guilherme Costa                                                                                          | 21 giugno 2022               | Campionati mondiali                 | Budapest, Ungheria               |               |
| 1500 m                   | 14'48"53 | Record sudamericano | Guilherme Costa                                                                                          | 25 giugno 2022               | Campionati mondiali                 | Budapest, Ungheria               |               |
| Dorso                    |          |                     | |                              |                                     |                                  |               |
| 50 m                     | 24"44    | Record sudamericano | Daniel Orzechowski                                                                                       | 24 aprile 2012               | Trofeo Maria Lenk                   | Rio de Janeiro, Brasile          | [ 3 ]         |
| 100 m                    | 52"95    | b                   | Guilherme Guido                                                                                          | 22 luglio 2019               | Campionati mondiali                 | Gwangju, Corea del Sud           |               |
| 200 m                    | 1'57"00  | b                   | Leonardo de Deus                                                                                         | 10 agosto 2016               | Giochi olimpici                     | Rio de Janeiro, Brasile          | [ 4 ]         |
| Rana                     |          |                     | |                              |                                     |                                  |               |
| 50 m                     | 26"33    | Record panamericano | Felipe Lima                                                                                              | 9 giugno 2019                | Mare Nostrum                        | Montecarlo, Monaco               |               |
| 100 m                    | 59"01    | b                   | Felipe França Silva                                                                                      | 6 agosto 2016                | Giochi olimpici                     | Rio de Janeiro, Brasile          | [ 5 ]         |
| 200 m                    | 2'08"44  | Record sudamericano | Henrique Barbosa                                                                                         | 6 maggio 2009                | Trofeo Maria Lenk                   | Rio de Janeiro, Brasile          | [ 6 ]         |
| Farfalla                 |          |                     | |                              |                                     |                                  |               |
| 50 m                     | 22"60    |                     | Nicholas Santos                                                                                          | 11 maggio 2019               | FINA Champions Swim Series          | Budapest, Ungheria               |               |
| 100 m                    | 51"02    |                     | Gabriel Mangabeira                                                                                       | 31 luglio 2009               | Campionati mondiali                 | Roma, Italia                     | [ 7 ]         |
| 200 m                    | 1'53"92  | Record sudamericano | Kaio de Almeida                                                                                          | 8 maggio 2009                | Trofeo Maria Lenk                   | Rio de Janeiro, Brasile          | [ 8 ]         |
| Misti                    |          |                     | |                              |                                     |                                  |               |
| 200 m                    | 1'55"55  | Record sudamericano | Thiago Pereira                                                                                           | 30 luglio 2009               | Campionati mondiali                 | Roma, Italia                     | [ 9 ]         |
| 400 m                    | 4'08"86  | Record sudamericano | Thiago Pereira                                                                                           | 2 agosto 2009 28 luglio 2012 | Campionati mondiali Giochi olimpici | Roma, Italia Londra, Regno Unito | [ 10 ] [ 11 ] |
| Staffette a stile libero |          |                     | |                              |                                     |                                  |               |
| 4×100 m                  | 3'10"34  | Record sudamericano | Gabriel Santos (48"30) Marcelo Chierighini (46"85) César Cielo Filho (48"01) Bruno Fratus (47"18)        | 23 luglio 2017               | Campionati mondiali                 | Budapest, Ungheria               | [ 12 ]        |
| 4×200 m                  | 7'04"69  | Record sudamericano | Fernando Scheffer (1'45"52) Vinicius Assunção (1'46"44) Murilo Sartori (1'46"34) Breno Correia (1'46"39) | 23 giugno 2022               | Campionati mondiali                 | Budapest, Ungheria               |               |
| Staffetta mista          |          |                     | |                              |                                     |                                  |               |
| 4×100 m                  | 3'29"16  | Record sudamericano | Guilherme Guido (53"78) Henrique Barbosa (58"68) Gabriel Mangabeira (50"48) César Cielo Filho (46"22)    | 2 agosto 2009                | Campionati mondiali                 | Roma, Italia                     | [ 13 ]        |

Legenda:  - Record del mondo;  - Record americano;  - Record sudamericano;

Record non ottenuti in finale: (b) - batteria; (sf) - semifinale; (s) - staffetta prima frazione.

### Donne
| Gara                     | Tempo    | +                   | Atleta | Data             | Evento                | Luogo                   | Ref    |
| ------------------------ | -------- | ------------------- | --- | ---------------- | --------------------- | ----------------------- | ------ |
| Stile libero             |          |                     | |                  |                       |                         |        |
| 50 m                     | 24"45    | sf                  | Etiene Medeiros | 12 agosto 2016   | Giochi olimpici       | Rio de Janeiro, Brasile | [ 14 ] |
| 100 m                    | 54"03    | Record sudamericano | Larissa Oliveira | 19 aprile 2016   | Trofeo Maria Lenk     | Rio de Janeiro, Brasile | [ 15 ] |
| 200 m                    | 1'56"37  | Record sudamericano | Maria Fernanda Costa                                                                                                 | 7 maggio 2024    | Campionati Brasiliani | Rio de Janeiro, Brasile | [ 16 ] |
| 400 m                    | 4'02"86  | Record sudamericano | Maria Fernanda Costa                                                                                                 | 11 febbraio 2024 | Campionati mondiali   | Doha, Qatar             | [ 17 ] |
| 800 m                    | 8'28"92  |                     | Maria Fernanda Costa                                                                                                 | 11 maggio 2024   | Campionati brasiliani | Rio de Janeiro, Brasile | [ 18 ] |
| 1500 m                   | 16'01"95 | b                   | Beatriz Dizotti | 25 luglio 2023   | Campionati mondiali   | Fukuoka, Giappone       | [ 19 ] |
| Dorso                    |          |                     | |                  |                       |                         |        |
| 50 m                     | 27"14    | Record sudamericano | Etiene Medeiros | 27 luglio 2017   | Campionati mondiali   | Budapest, Ungheria      | [ 20 ] |
| 100 m                    | 59"61    | Record sudamericano | Etiene Medeiros | 17 luglio 2015   | Giochi panamericani   | Toronto, Canada         | [ 21 ] |
| 200 m                    | 2'11"95  | Record sudamericano | Fernanda de Goeij | 7 agosto 2019    | Giochi panamericani   | Lima, Perù              |        |
| Rana                     |          |                     | |                  |                       |                         |        |
| 50 m                     | 30"28    | sf                  | Jhennifer Conceição                                                                                                  | 24 giugno 2022   | Campionati mondiali   | Budapest, Ungheria      |        |
| 100 m                    | 1'07"12  |                     | Jhennifer Conceição                                                                                                  | 4 aprile 2022    | Campionati brasiliani | Rio de Janeiro, Brasile |        |
| 200 m                    | 2'25"18  | b                   | Gabrielle Assis | 27 luglio 2023   | Campionati mondiali   | Fukuoka, Giappone       |        |
| Farfalla                 |          |                     | |                  |                       |                         |        |
| 50 m                     | 25"85    | sf                  | Daynara de Paula | 31 luglio 2009   | Campionati mondiali   | Roma, Italia            | [ 22 ] |
| 100 m                    | 56"94    | Record sudamericano | Gabriella Silva | 27 luglio 2009   | Campionati mondiali   | Roma, Italia            | [ 23 ] |
| 200 m                    | 2'09"22  | Record sudamericano | Joanna Maranhão | 4 maggio 2017    | Trofeo Maria Lenk     | Rio de Janeiro, Brasile | [ 24 ] |
| Misti                    |          |                     | |                  |                       |                         |        |
| 200 m                    | 2'11"24  | sf                  | Joanna Maranhão | 23 luglio 2017   | Campionati mondiali   | Budapest, Ungheria      | [ 25 ] |
| 400 m                    | 4'38"07  |                     | Joanna Maranhão | 16 luglio 2015   | Giochi panamericani   | Toronto, Canada         | [ 26 ] |
| Staffette a stile libero |          |                     | |                  |                       |                         |        |
| 4×100 m                  | 3'37"39  | Record sudamericano | Larissa Oliveira (54"67) Graciele Hermann (54"72) Etiene Medeiros (53"99) Daynara de Paula (54"01)                   | 14 luglio 2015   | Giochi panamericani   | Toronto, Canada         | [ 27 ] |
| 4×200 m                  | 7'52"71  | Record sudamericano | Maria Fernanda Costa (1'57"30) Stephanie Balduccini (1'57"64) Aline Rodrigues (1'59"73) Gabrielle Roncatto (1'58"04) | 15 febbraio 2024 | Campionati Mondiali   | Doha, Qatar             | [ 28 ] |
| Staffetta mista          |          |                     | |                  |                       |                         |        |
| 4×100 m                  | 3'58"49  | sf                  | Fabíola Molina (1'00"08) Carolina Mussi (1'08"31) Gabriella Silva (56"25) Tatiana Lemos (53"85)                      | 1º agosto 2009   | Campionati mondiali   | Roma, Italia            | [ 29 ] |

Legenda:  - Record del mondo;  - Record americano;  - Record sudamericano;

Record non ottenuti in finale: (b) - batteria; (sf) - semifinale; (s) - staffetta prima frazione.

### Mista
| Gara                     | Tempo    | +                   | Atleta                                                                                                  | Data           | Evento                | Luogo                   | Ref |
| ------------------------ | -------- | ------------------- | --- | -------------- | --------------------- | ----------------------- | --- |
| Staffetta a stile libero |          |                     | |                |                       |                         |     |
| 4x100 m                  | 3'24"78  | Record sudamericano | Gabriel Santos (48"73) Vinicius Assunção (48"03) Giovanna Diamante (53"98) Stephanie Balduccini (54"04) | 24 giugno 2022 | Campionati mondiali   | Budapest, Ungheria      |     |
| Staffetta mista          |          |                     | |                |                       |                         |     |
| 4x100 m                  | 3'45''51 | Record sudamericano | Guilherme Basseto (53"68) Felipe Lima (59"03) Giovanna Diamante (59"10) Larissa Oliveira (53"70)        | 25 aprile 2021 | Campionati brasiliani | Rio de Janeiro, Brasile |     |

Legenda:  - Record del mondo;  - Record americano;  - Record sudamericano;

Record non ottenuti in finale: (b) - batteria; (sf) - semifinale; (s) - staffetta prima frazione.

## Vasca corta (25m)

### Uomini
| Gara                     | Tempo    | +                   | Atleta | Data              | Evento                        | Luogo                      | Ref    |
| ------------------------ | -------- | ------------------- | --- | ----------------- | ----------------------------- | -------------------------- | ------ |
| Stile libero             |          |                     | |                   |                               |                            |        |
| 50 m                     | 20"51    | Record sudamericano | César Cielo Filho                                                                                                | 17 dicembre 2010  | Campionati mondiali           | Dubai, Emirati Arabi Uniti | [ 30 ] |
| 100 m                    | 45"74    | Record sudamericano | César Cielo Filho                                                                                                | 19 dicembre 2010  | Campionati mondiali           | Dubai, Emirati Arabi Uniti | [ 31 ] |
| 200 m                    | 1'41"32  | Record sudamericano | Fernando Scheffer                                                                                                | 16 settembre 2022 | Trofeo José Finkel            | Recife, Brasile            |        |
| 400 m                    | 3'39"10  | b                   | Fernando Scheffer                                                                                                | 11 dicembre 2018  | Campionati mondiali           | Hangzhou, Cina             |        |
| 800 m                    | 7'41"23  | Record sudamericano | Guilherme Costa                                                                                                  | 17 settembre 2022 | Trofeo José Finkel            | Recife, Brasile            |        |
| 1500 m                   | 14'39"42 | Record sudamericano | Guilherme Costa                                                                                                  | 14 settembre 2022 | Trofeo José Finkel            | Recife, Brasile            |        |
| Dorso                    |          |                     | |                   |                               |                            |        |
| 50 m                     | 22"55    | Record sudamericano | Guilherme Guido                                                                                                  | 26 ottobre 2019   | International Swimming League | Budapest, Ungheria         |        |
| 100 m                    | 48"95    | Record sudamericano | Guilherme Guido                                                                                                  | 14 novembre 2021  | International Swimming League | Napoli, Italia             |        |
| 200 m                    | 1'51"51  |                     | Leonardo de Deus                                                                                                 | 15 settembre 2016 | Trofeo José Finkel            | Santos, Brasile            | [ 32 ] |
| Rana                     |          |                     | |                   |                               |                            |        |
| 50 m                     | 25"63    | Record panamericano | Felipe França Silva                                                                                              | 7 dicembre 2014   | Campionati mondiali           | Doha, Qatar                | [ 33 ] |
| 100 m                    | 56"25    | Record panamericano | Felipe França Silva                                                                                              | 4 settembre 2014  | Trofeo José Finkel            | Guaratinguetá, Brasile     | [ 34 ] |
| 200 m                    | 2'02"58  | Record sudamericano | Thiago Simon | 13 settembre 2016 | Trofeo José Finkel            | Santos, Brasile            | [ 35 ] |
| Farfalla                 |          |                     | |                   |                               |                            |        |
| 50 m                     | 21"75    | Record mondiale     | Nicholas Santos                                                                                                  | 6 ottobre 2018    | Coppa del Mondo               | Budapest, Ungheria         | [ 36 ] |
| 100 m                    | 49"44    | Record sudamericano | Kaio de Almeida                                                                                                  | 11 novembre 2009  | Coppa del Mondo               | Stoccolma, Svezia          | [ 37 ] |
| 200 m                    | 1'49"11  | Record sudamericano | Kaio de Almeida                                                                                                  | 10 novembre 2009  | Coppa del Mondo               | Stoccolma, Svezia          | [ 38 ] |
| Misti                    |          |                     | |                   |                               |                            |        |
| 100 m                    | 51"83    | b                   | Caio Pumputis | 28 agosto 2018    | Trofeo José Finkel            | San Paolo, Brasile         |        |
| 200 m                    | 1'52"06  | Record sudamericano | Leonardo Santos                                                                                                  | 15 novembre 2020  | International Swimming League | Budapest, Ungheria         |        |
| 400 m                    | 4'00"63  | Record sudamericano | Thiago Pereira                                                                                                   | 17 novembre 2007  | Coppa del Mondo               | Berlino, Germania          | [ 39 ] |
| Staffette a stile libero |          |                     | |                   |                               |                            |        |
| 4×50 m                   | 1'25"28  | Record panamericano | César Cielo Filho (20"81) Nicholas Santos (21"01) Bernardo Novaes (21"65) Thiago Sickert (21"81)                 | 20 agosto 2012    | Trofeo José Finkel            | San Paolo, Brasile         | [ 40 ] |
| 4×100 m                  | 3'05"15  | Record sudamericano | Matheus Santana (46"83) Marcelo Chierighini (46"37) César Cielo Filho (46"34) Breno Correia (45"61)              | 11 dicembre 2018  | Campionati mondiali           | Hangzhou, Cina             |        |
| 4×200 m                  | 6'46"81  | Record sudamericano | Luiz Altamir Melo (1'42"03) Fernando Scheffer (1'40"99) Leonardo Coelho Santos (1'42"81) Breno Correia (1'40"98) | 14 dicembre 2018  | Campionati mondiali           | Hangzhou, Cina             | [ 41 ] |
| Staffette miste          |          |                     | |                   |                               |                            |        |
| 4×50 m                   | 1'30"51  | Record sudamericano | Guilherme Guido (23"42) Felipe França Silva (25"33) Nicholas Santos (21"68) César Cielo Filho (20"08)            | 4 dicembre 2014   | Campionati mondiali           | Doha, Qatar                | [ 42 ] |
| 4×100 m                  | 3'21"14  | Record sudamericano | Guilherme Guido (50"11) Felipe França Silva (56"73) Marcos Macedo (49"63) César Cielo Filho (44"67)              | 7 dicembre 2014   | Campionati mondiali           | Doha, Qatar                | [ 43 ] |

Legenda:  - Record del mondo;  - Record americano;  - Record sudamericano;

Record non ottenuti in finale: (b) - batteria; (sf) - semifinale; (s) - staffetta prima frazione.

### Donne
| Gara                     | Tempo    | +                   | Atleta | Data              | Evento              | Luogo              | Ref    |
| ------------------------ | -------- | ------------------- | --- | ----------------- | ------------------- | ------------------ | ------ |
| Stile libero             |          |                     | |                   |                     |                    |        |
| 50 m                     | 23"76    | Record panamericano | Etiene Medeiros | 16 dicembre 2018  | Campionati mondiali | Hangzhou, Cina     |        |
| 100 m                    | 52"45    | Record sudamericano | Larissa Oliveira | 26 agosto 2018    | Trofeo José Finkel  | San Paolo, Brasile |        |
| 200 m                    | 1'54"50  | Record sudamericano | Larissa Oliveira | 27 agosto 2018    | Trofeo José Finkel  | San Paolo, Brasile |        |
| 400 m                    | 4'03"45  | Record sudamericano | Maria Heitmann | 13 settembre 2022 | Trofeo José Finkel  | Recife, Brasile    |        |
| 800 m                    | 8'19"57  |                     | Viviane Jungblut | 14 settembre 2016 | Trofeo José Finkel  | Santos, Brasile    | [ 44 ] |
| 1500 m                   | 15'48"82 |                     | Beatriz Dizotti | 29 ottobre 2022   | Coppa del Mondo     | Toronto, Canada    |        |
| Dorso                    |          |                     | |                   |                     |                    |        |
| 50 m                     | 25"67    | Record mondiale     | Etiene Medeiros | 7 dicembre 2014   | Campionati mondiali | Doha, Qatar        | [ 45 ] |
| 100 m                    | 57"13    | sf                  | Etiene Medeiros | 4 dicembre 2014   | Campionati mondiali | Doha, Qatar        | [ 46 ] |
| 200 m                    | 2'07"30  |                     | Alexia Assunção | 14 settembre 2022 | Trofeo José Finkel  | Recife, Brasile    |        |
| Rana                     |          |                     | |                   |                     |                    |        |
| 50 m                     | 29"87    | Record sudamericano | Jhennifer Conceição                                                                                                 | 15 settembre 2022 | Trofeo José Finkel  | Recife, Brasile    |        |
| 100 m                    | 1'05"69  |                     | Jhennifer Conceição                                                                                                 | 24 agosto 2018    | Trofeo José Finkel  | San Paolo, Brasile |        |
| 200 m                    | 2'22"56  |                     | Gabrielle Assis Silva                                                                                               | 17 settembre 2022 | Trofeo José Finkel  | Recife, Brasile    |        |
| Farfalla                 |          |                     | |                   |                     |                    |        |
| 50 m                     | 25"54    | sf                  | Daynara de Paula | 4 dicembre 2014   | Campionati mondiali | Doha, Qatar        | [ 47 ] |
| 100 m                    | 56"31    | Record sudamericano | Daiene Dias | 16 dicembre 2018  | Campionati mondiali | Hangzhou, Cina     |        |
| 200 m                    | 2'04"01  | Record sudamericano | Joanna Maranhão | 7 novembre 2009   | Coppa del Mondo     | Mosca, Russia      | [ 48 ] |
| Misti                    |          |                     | |                   |                     |                    |        |
| 100 m                    | 1'00"21  | Record sudamericano | Joanna Maranhão | 13 settembre 2016 | Trofeo José Finkel  | Santos, Brasile    | [ 49 ] |
| 200 m                    | 2'09"03  | Record sudamericano | Joanna Maranhão | 6 novembre 2009   | Coppa del Mondo     | Mosca, Russia      | [ 50 ] |
| 400 m                    | 4'26"98  | Record sudamericano | Joanna Maranhão | 6 novembre 2009   | Coppa del Mondo     | Mosca, Russia      | [ 51 ] |
| Staffette a stile libero |          |                     | |                   |                     |                    |        |
| 4×50 m                   | 1'38"78  | Record sudamericano | Daiane Oliveira (25"11) Larissa Oliveira (24"18) Alessandra Marchioro (24"87) Daynara de Paula (24"62)              | 7 dicembre 2014   | Campionati mondiali | Doha, Qatar        | [ 52 ] |
| 4×100 m                  | 3'33"93  | Record sudamericano | Larissa Oliveira (53"46) Daynara de Paula (53"88) Daiane Oliveira (53"03) Alessandra Marchioro (53"56)              | 5 dicembre 2014   | Campionati mondiali | Doha, Qatar        | [ 53 ] |
| 4×200 m                  | 7'50"57  | Record sudamericano | Ana Carolina Vieira (1'58"34) Camila Mello (1'58"49) Andressa Cholodovskis (1'57"48) Maria Paula Heitmann (1'56"26) | 28 agosto 2018    | Trofeo José Finkel  | Santos, Brasile    | [ 54 ] |
| Staffette miste          |          |                     | |                   |                     |                    |        |
| 4×50 m                   | 1'46"47  | Record sudamericano | Etiene Medeiros (26"03) Ana Carla Carvalho (30"38) Daynara de Paula (25"68) Larissa Oliveira (24"38)                | 5 dicembre 2014   | Campionati mondiali | Doha, Qatar        | [ 55 ] |
| 4×100 m                  | 3'57"00  | Record sudamericano | Camila Lopes (1'00"10) Macarena Ceballos (1'06"76) Daiene Dias (57"02) Daiane Becker (53"12)                        | 15 settembre 2016 | Trofeo José Finkel  | San Paolo, Brasile |        |

Legenda:  - Record del mondo;  - Record americano;  - Record sudamericano;

Record non ottenuti in finale: (b) - batteria; (sf) - semifinale; (s) - staffetta prima frazione.

### Mista
| Gara                     | Tempo   | +                   | Atleta                                                                                               | Data            | Evento              | Luogo       | Ref    |
| ------------------------ | ------- | ------------------- | --- | --------------- | ------------------- | ----------- | ------ |
| Staffetta a stile libero |         |                     | |                 |                     |             |        |
| 4x50 m                   | 1'29"17 | Record sudamericano | César Cielo Filho (20"65) João de Lucca (21"03) Etiene Medeiros (23"58) Larissa Oliveira (23"91)     | 6 dicembre 2014 | Campionati mondiali | Doha, Qatar | [ 56 ] |
| Staffetta mista          |         |                     | |                 |                     |             |        |
| 4x50 m                   | 1'37"26 | Record sudamericano | Etiene Medeiros (25"83) Felipe França Silva (25"45) Nicholas Santos (21"81) Larissa Oliveira (24"17) | 4 dicembre 2014 | Campionati mondiali | Doha, Qatar | [ 57 ] |

Legenda:  - Record del mondo;  - Record americano;  - Record sudamericano;

Record non ottenuti in finale: (b) - batteria; (sf) - semifinale; (s) - staffetta prima frazione.